# 富安
富安（ふあん、生没年不詳）とは、江戸時代の浮世絵師。

## 来歴
師系・経歴は一切不明。作に2点の肉筆画が知られ、18世紀の中頃に活躍した人物といわれている。

## 作品
- 「かや美人図」　絹本着色　東京国立博物館所蔵　※「冨安圖之」の落款と「冨」の朱文円印、「身を思へは　いなするかやの　ほたるかな　言水」の画賛あり
- 「蚊帳美人図」　紙本着色　鎌倉国宝館所蔵　※「富安筆」の落款と「富安」の白文方印、「うつゝにしかな　かけなから　此さとをはなれてゆくは　うらやふれ」という画賛あり